# 161661 Bobbyclarke
161661 Bobbyclarke è un asteroide della fascia principale interna. Scoperto nel 2006, presenta un'orbita caratterizzata da un semiasse maggiore pari a 2,374199 UA e da un'eccentricità di 0,170799, inclinata di 0,760749° rispetto all'eclittica.
Fa parte della famiglia di asteroidi Massalia.
È dedicato a Bobby Clarke, celebre hockeista canadese.